# Ще бягаш ли с мен
Ще бягаш ли с мен? (на иврит: מישהו לרוץ איתו; на английски: Someone to Run With) е роман на израелския писател Давид Гросман, издаден в Израел (А-Кибуц а-Меухад, 2000 г.) Преведен на английски език от Веред Алмог и Майа Гуранц (Someone to run with, Лондон, Блумсбъри, 2003 г., ISBN 0-7475-6207-5). Българският превод е от английски език.
Книгата е удостоена с наградите „Сапир“ и „Джуиш Куотърли Уингейт“, и освен на български е преведена на 12 езика.
През 2006, режисьорът Одед Давидоф създава по книгата едноименния филм , който печели две награди: „Офир“, на Филмовата академия на Израел „Офир“, за поддържаща роля – Цахи Град, 2006 г., и за главна роля – Бар Белфер, от Международния филмов фестивал – Маями, 2007 г.) Филмът има и единадесет номинации на Фестивала на Филмовата академия на Израел, 2006 г.

Действието се развива в съвременен Йерусалим, а героите са тийнейджъри. Тамар – чувствителна и талантлива певица в престижен хор, напуска спокойния си живот и заживява на улицата, заедно с кучето си, за да намери брат си, който е наркоман и живее заедно с други улични музиканти в „приюта“ на дилър на наркотици. Асаф е момче от добро семейство, което получава задачата да намери собственика на изгубеното ѝ куче. Така пътищата им се пресичат и заедно изминават болезненото, и изпълнено с препятствия пътешествие към самите себе си, и един към друг.

Книгата загатва за множеството проблеми, пред които са изправени младите хора в Израел, както и за ежедневието на един от най-енигматичните и динамични градове.